# Wu Xian
Wu Xian (en chino: 巫咸) fue un chamán chino. Se denominaba wu (en chino: 巫; pinyin: wū; Vadea–Giles: wu; literalmente “chamán”) a quienes practicaban adivinación, oración, sacrificio, rituales para invocar la lluvia y curación en las tradiciones chinas que datan atrás hasta 3.000 años atrás. 
Wu Xian vivió durante la dinastía Shang (c. 1600–1046 a. C.) de China y es considerado uno de los principales astrónomos chinos antiguos al lado figuras más históricas como Gan De y Shi Shen, si bien los otros dos son posteriores y vivieron en el periodo de reinos combatientes (403–221 a. C.).  También ha sido considerado como el autor de una de las “tres tradiciones astronómicas” del mapa de Dunhuang que data de la dinastía Tang (618–907).